# Lauren Brice
Lauren Brice (* 29. September 1962 in Decatur, Illinois als Marquita Kay Ward; † 3. Juli 2015 in St. Augustine, Florida) war eine US-amerikanische Pornodarstellerin.

## Karriere
Die Karriere von Brice als Pornodarstellerin begann 1989 und endete 1995. Über ihr Privatleben ist nichts bekannt. Sie wirkte in 84 Produktionen mit (laut IAFD) und nutzte dabei die Pseudonyme Lauren Bryce, Markita, Markeeta, Jill Tuttle und Laura Brice. Im Jahre 1991 gewann sie einen AVN Award in der Kategorie Best Actress – Video für die Darstellung in Married Women.
Sie starb am 3. Juli 2015 an Leberversagen.

## Filmografie (Auswahl)
- 1988 Hate to See You Go (Sex Farm – Heiß und unersättlich)
- 1989 Bay Bitch
- 1989 Insatiable Immigrants
- 1989 Nightdreams II
- 1990 Married Women
- 1990 Bend Over Babes
- 1990 True Sin
- 1991 Back to Nature
- 1991 Prisoners of Lust
- 1992 Bush Pilots
- 1992 Warm to the Touch
- 1995 Dream Merchants

## Auszeichnungen
- 1991 AVN Award – Best Actress – Video für Married Women[1]